# Данмуррі
Данмуррі ([dʌnˈmʌri] ; з Irish  Dún Muirígh «Murry's stronghold») — міське містечко в Белфасті, Північна Ірландія. Данмуррі перебуває у виборчому округу Коллін для округу місцевого самоврядування міської ради Белфаста. 

## Історія
До кінця XVIII століття Данмуррі був переважно сільськогосподарським районом, де домінували заможні землевласники. У 1817 році розпочато роботу над новою дорогою з Белфаста до Дубліна через Фінагі та Данмуррі. Це замінило стару розворотну дорогу через Аппер-Малоун і Драмбег до Ламбега, який з’єднувався з містом Данмуррі Лейн.
У 19 столітті Данмуррі став відомим як одне з багатьох «полотняних сіл», які були розкидані по всьому Ольстеру, оскільки місцеві підприємці сприяли розвитку багатьох місцевих фабрик і фабрик. Це залишалося селом до кінця 1920-х років, коли забудовники захотіли захопити нові ділянки для будівництва надлишкового житла та промисловості – явище, яке стало особливо очевидним після Другої світової війни. Найбільше розширення села в цю епоху відбулося з появою Житлового тресту, який у відповідь на замовлення 1951 року на будівництво 1500 одиниць соціального житла між Белфастом і Лісберном придбав велику кількість землі в Саффолку та колишньому володіння землею в Сеймур Хілл і Конвей. Третина цих житлових одиниць була зарезервована для мешканців Лісберна

## Видатні особи
- Боббі Сендс, ірландський революціонер, голодуючий і член парламенту Фермана/Південний Тайрон
- Баррі Гобсон (1925–2017), гравець у крикет і педагог
- Кетрін МакГінесс, суддя Верховного суду Ірландії
- Аллан МакКлелланд (1917-2005), персонаж-актор (Захід 11)